# مصادم ADA
مصادم انيللو دي (بالإنجليزي: ADA collider)
هو أول مسرع جسيمات إيطالي وأول مسرع يتم فيه تعجيل الكترونات – بوزيترونات , تم تشغيله من عام 1961-1964 من قبل المعهد الوطني للفيزياء النووية في فراستاكي، إيطاليا 